# Personaggi di Fire Emblem: Rekka no Ken
In questa pagina verranno spiegate dettagliatamente le storie dei personaggi del videogioco per Gameboy Advance   Fire Emblem: Rekka no Ken . Ogni personaggio ha una classe specifica, che gli permette di usare svariati tipi di armi ed abilità speciali; alcuni personaggi non possono essere promossi perché già Unità Superiori appena ottenuti.

## Lord giocabili

### Lyndis
- Classe: Lord Lama

Lyn  (リン?, Rin)
Lyn è la prima protagonista donna da Fire Emblem Gaiden. Il suo nome completo è Lyndis (リンディス?, Rindisu), Lyn è solo un soprannome per gli amici.
È nata nelle pianure selvagge di Sacae; è figlia di Lord Hassar, capo della tribù dei Lorca, e Madelyn, figlia del conte di Caelin; entrambi sono stati trucidati da banditi prima dell'inizio della trama. Lyn è anche il nome della nonna del personaggio. Vive da sola nelle pianure di Sacae, finché non incontra lo stratega Mark (il giocatore). Dopo averci chiacchierato, decide di unirsi a lui per migliorarsi e scoprire di più sul suo passato. Incontra Sain e Kent, due cavalieri di Caelin che la informano di essere la nipota di Lord Hassar, il Marchese di Caelin, che vorrebbe accudirla. Durante il viaggio, salverà un monaco attaccato da una banda di banditi. Per gratitudine, il monaco permette a Lyn di toccare la Mani Katti, spada sacra ma, appena toccata, un forte bagliore scaturisce dalla spada. Il sacerdote chiede a Lyn di provare ad estrarre la spada e, senza il minimo sforzo, esce dal fodero: Lyn è la guerriera prescelta dalla Mani Katti! Nel capitolo finale, Lyn riceverà la Sol Katti: a differenza della Durandal e della Armada, la Sol Katti non è un'arma divina, ma è la "sorella" maggiore della Mani Katti, ancora più potente e letale.
Durante il viaggio, Lyn viene a sapere che il nonno è tenuto in avvelenamento da Lundgen, suo fratello minore, uomo bramoso di potere. Lyn ed i suoi compagni, raggiunto il castello di Lundgen, sconfiggono tutti gli avversari. Dopo questa battaglia, Lyn avrà l'occasione di incontrare per la prima volta suo nonno. Benché il nonno stia in uno stato di debolezza e sicuro di morire, Lyn lo incoraggia a combattere e resistere; sentite queste parole, il nonno si convince ed in poco tempo ritorna in salute. Lyn vivrà con lui fino agli avvenimenti della storia principale.
A differenza degli altri Lord, non ci sono molte tracce di Lyn in The Binding Blade , perché la sua storia è stata creata apposta per il prequel. Di conseguenza, non è correttamente risaputo quale sia il suo destino, venti anni dopo, in Fire Emblem: FUin no Tsurugi.
Varie supposizioni sono:
- si è sposata con uno dei Lord, facendo nascere uno dei Lord principali nel seguito (Roy, Lilina, o Sue)

- potrebbe aver regnato per vari anni il regno di Caelin, per poi tornare alle pianure di Sacae con un compagno

### Eliwood
- Classe: Lord Cavaliere

Figlio di Lord Elbert e Lady Eleonora, è alla ricerca del padre, misteriosamente scomparso, rapito dal druido oscuro Nergal. In seguito il suo scopo cambierà: andrà alla ricerca del Black Fang, una banda di assassini. Secondo la storia ufficiale, Eliwood ha combattuto e sconfitto Nergal e le sue creature oscure, ognuna dalla forma di un suo passato sottoposto, e un drago del fuoco. Per sconfiggerli, gli è stata donata la Durandal, chiamata anche "Rekka no Ken" da cui è stato tratto il titolo completo del gioco. Roland fu il primo detentore di quest'arma.
Anni dopo Eliwood avrà un figlio, Roy, che sarà il protagonista del sequel. È possibile utilizzare Eliwood anche in Fire Emblem 6: Fujin no Tsurugi come personaggio bonus.

### Hector
- Classe: Gran Lord

Hector (ヘクトル?, Hekutoru) è un giovane nobile amico di Eliwood. Suo fratello Uther è il governatore di Ostia e i suoi genitori sono morti quando era giovane. In Fūin no Tsurugi si viene a sapere di un suo cugino.
Hector è sempre vivace ma anche piuttosto rudo e rozzo per essere un nobile, rendendosi quasi inadatto al ruolo di futuro governatore. Stanco delle azioni sospette del regno di Lycia, assieme alla sua fidata ascia "Wolfbeil", Hector viaggia per il continente in aiuto di Eliwood alla ricerca di suo padre e per scoprire cosa si cela dietro questi continui inganni. Assieme a lui viaggeranno Serra la chierica, Mattew il ladro e Oswin il cavaliere.
In seguito il fratello, Uther, morirà a causa di una malattia. Oswin lo sapeva ma gli fu ordinato di non dirlo, e quando fu costretto a riferirlo Hector si chiude per un po' in se stesso. In seguito tornerà a dare man forte.
Verso la fine del gioco Hector può usare Alubard, la leggendaria ascia appartenuta a Durban, Berserker dei tempi passati. InFūin no Tsurugi, Hector compare durante una battaglia, ma morirà a causa delle profonde ferite subite. Questo era il suo destino "Alubard la morte in pace non porterà, ma solo con la guerra, l'eterno riposo verrà": queste furono le parole dell'arcisaggio Atos, che avvertì Hector del rischio ma, quest'ultimo, pur di aiutare Eliwood si fece coraggio ed impugnò l'ascia.
Se avrà un livello di Supporto A con Lyn, Farina o Florina, sposerà una delle tre e un artwork extra sarà visibile.
Hector avrà una figlia, Lilina, amica d'infanzia del figlio di Eliwood, Roy.

### Stratega
Fire Emblem è l'unico titolo della serie che identifica lo stratega come un personaggio della trama. Questa innovazione, esclusiva di questo episodio, è stata scelta perché Fire Emblem: Rekka no Ken, conosciuto in America ed Europa come "Fire Emblem", perché primo episodio della saga ad essere esportato in occidente.
Nella storia di Lyn, il compito dello stratega è quello di aiutare Lyn ed i suoi compagni a sconfiggere Ludgren, il fratello del marchese di Caelin, nonno di Lyn. Il giocatore ha uno sprite personale, visibile solo durante le scene d'intermezzo. La biografia originale dello stratega ci mostra che il suo nome è Mark, è maschio ed è nato a gennaio; è possibile comunque modificare il tutto.
Spesso lo stratega avrà modo di parlare con gli altri personaggi per eventuali consigli oppure per decidere se svolgere una quest nascosta. Da notare che in base al sesso scelto dal giocatore per lo stratega, ci saranno variazioni tra i dialoghi: prendendo ad esempio la cavalieressa Pegaso Florina, sarà più forte se lo stratega sarà di sesso femminile, perché intimidita dagli uomini. C'è anche un piccolo errore: lo sprite dello stratega non cambia se di sesso femminile.
Non è neanche possibile avere conversazioni di supporto con gli altri personaggi. L'aspetto fisico del tattico è ambiguo: indossa una lunga veste simile a quella dei vescovi. In base a come si gioca, è possibile avere un finale diverso per lo stratega.
Ad esempio, completando sotto determinate situazioni le storie di Eliwood ed Hector, lo stratega può diventare il padrino di Roy o di Sue.

## Personaggi giocabili

### Kent
- Classe: Cavaliere

Kent (ケント?, Kento) è un cavaliere di Caelin e migliore amico di Sain. È stato inviato dal conte di Caelin per riprendere sua nipote, Lindys. Kent ha un grande senso del dovere ed è sempre cordiale, come un vero cavaliere deve mostrarsi; spesso però è sempre deluso da Sain che, a differenza sua, è un accanito donnaiolo. È possibile far sì che si sposi con Lyn, Florina in un finale alternativo se, con una delle due, ottiene un livello di supporto pari da A.

### Sain
- Classe: Cavaliere

Sain (セイン?, Sein) è un cavaliere di Caelin e migliore amico di Kent. È un assiduo don Giovanni, ma la sua onestà lo costringe ad ammettere sempre di dover far la corte a qualunque signorina gli capiti a tiro. A causa di questa sua smanceria, spesso Sain rischia grossi guai sul campo di battaglia, a differenza del suo compagno Kent.
È possibile far sì che si sposi con Lyn, Florina in un finale alternativo se, con una delle due, ottiene un livello di supporto pari da A.

### Florina
- Classe: Cavaliere Pegaso

Florina (フロリーナ?, Furorīna) è una timida cavaliere Pegaso proveniente da Ilia: la sua paura più grande sono gli uomini. Durante il viaggio con Lyn ed Hector riesce comunque a diventare molto più coraggiosa, inoltre è possibile farla sposare con Hector, eventualmente il livello di supporto sia A, oppure una compagna d'avventura di Lyn. Florina è la minore di tre sorelle: le altre due sono Fiora e Farina. Il suo Pegaso si chiama Huey.

### Will
- Classe: Arciere

Will (ウィル?, Wiru) è un arciere da Pherae ed è amico d'infanzia di Rebecca. Will viaggiò assieme a Dan, il fratello di Rebecca, ma una volta giunti al porto di Badon, si separarono. Incontra casualmente la "Legione di Lyn", e decide di unirsi a loro. Se otterrà un livello di supporto A con Rebecca, diventerà suo marito e padre.

### Dorcas
- Classe: Combattente

Dorcas (ドルカス?, Dorukasu) è un mercenario specializzato nell'uso dell'ascia. Pur di salvare sua moglie, Nataline, si è arruolato tra dei banditi per ottenere abbastanza soldi per comprare le medicine, benché si vergogni di una vita così misera. Si unisce alla Legione di Lyn in segno di riconoscenza per aver salvato la moglie dalla stessa banda di cui faceva parte. Andrà a Pherae, e si unirà a Lord Eliwood assieme a Bartre, suo amico e rivale.

### Serra
- Classe: Chierico

Serra (セーラ Sēra?) è una sacerdotessa della chiesa di St. Elimine, proveniente da Etruria.
È accompagnata da Erk nel prologo, e ricompare all'interno del gruppo di Hector, unendosi poi con esso a quello di Eliwood.
Da bambina, è stata cresciuta con indifferenza, e ciò si riscontra nella sua personalità egocentrica; in base al personaggio con cui raggiunge il livello di supporto A, potrà finire l'avventura fidanzandosi con Erk, Oswin o Matthew.

### Erk
- Classe: Mago

Erk (エルク?, Eruku) , mago di buon cuore proveniente da Etruria. È stato dapprima scorta di Serra, fino a quando ha incontrato Lyn nel prologo, poi scorta di Priscilla, fino a che non incontra Eliwood. Estremamente immerso negli studi, è uno tra i migliori allievi di Lord Pent. È possibile sapere del passato di Erk tramite conversazione con Lord Pent e sua moglie Louise. Louise fa notare che Erk esagera negli studi, chiudendosi in camera finché non crolla dalla stanchezza. Ha iniziato a viaggiare per il mondo dopo aver letto un libro sulla natura; può diventare anche amico di Nina. Se raggiungerà un livello di supporto A Serra potrà fidanzarsi con lei, e capirà che è l'unica che può capirlo e anche che è la più brontolona. È il padre di Lugh e Ray nel prequel Fire Emblem 6.

### Rath
- Classe: Nomade

Rath (ラス?, Rasu) è un nomade della tribù Kutolah, delle pianure di Sacae. Di poche parole e pratico con l'arco. Ha salvato Lyn da un gruppo di assassini, ad Araphen. È il figlio di Daran ed il padre di Sue, personaggi del prequel Fire Emblem 6.  A causa di una visione negativa dell'anziano della tribù, Rath è stato abbandonato sin da quand'era piccolo al suo destino. A causa di questo destino, Rath è cresciuto silenzioso e non si fida di nessuno. Se otterrà un supporto A con Rath, si sposerà facendo nascere Sue.

### Matthew
- Classe: Ladro

Matthew (マシュー?, Mashū) ladro enigmatico, si unisce a Lyn per aiutarli nella sconfitta di Lord Ludgren. In seguito si verrà a sapere che in realtà è una spia della Corte Ositiana. Sempre fedele ad Hector, porta tutti i suoi attrezzi sotto un mantello. È segretamente innamorato di un'altra spia Ositiana, Reila, con cui vuole sposarsi. Un giorno però, Nergal scopre che Leila è una spia di Ositia e la fa uccidere da Jaffar, uno dei suoi uomini migliori.

### Nils
- Classe: Bardo

Nils (ニルス?, Nirusu) un mezzo drago dalla forma umana di un ragazzino con i capelli blu, si trasforma in drago per sopravvivere all'assorbimento del potere da parte di Nergal. Nils è stato catturato da Nergal per fondere la quintessenza delle anime dei guerrieri sconfitti dai sottoposti di Nergal con il suo potere, per far sì che il portale del mondo dei draghi si apra e che tutto il mondo umano cada in rovina. In seguito, aiutato dal padre di Eliwood, tenuto prigioniero nella fortezza di Nergal, scapperà e riuscirà a farsi aiutare da Eliwood e gli altri Lord.

### Lucius
- Classe: Monaco

Lucius (ルセア?, Rusea) studia la magia sacra. Quando reincontra Priscilla, Lucius ammette di averla voluta reincontrare da quando si erano separati da bambini. La maga bianca Serra, durante una delle possibili conversazioni di supporto con Lucius, gli ammetterà in faccia di averlo scambiato sempre per una donna, a causa dei suoi tratti ambigui. Dopo aver passato anni in un orfanotrofio, Lucius apprende completamente gli studi della magia Sacra e si mette al servizio di Lord Cromwell (Raven, fratello di Priscilla) e gli sarà sempre fedele. Benché gentile e sempre disponibile, spesso la gente cerca di approfittare troppo della sua gentilezza, ma Lucius sa sempre come reagire, rispondendo a testa alta.
Finito il gioco, si verrà a sapere che anni dopo sarà lui il tutore di Ray e di Lugh, figlia di Nina.
Prima che inizi il prequel Fire Emblem Fujin no Justu, verrà ucciso da un gruppo di soldati di Bern.
I suoi allievi, pieni di odio, lo vendicheranno.

### Wallace
- Classe: Cavaliere

Wallace (ワレス?, Waresu) è un cavaliere andato in pensione, amico e rivale di lord Hassar. Vive il resto dei suoi giorni a lavorare i campi: si unisce a Lyn per una questione di onore. Maestro di Kent e Sain, cerca di allenare al mestiere anche Will. Dopo aver aiutato Lyn alla riconquista del trono, viaggia per il mondo alla ricerca di sfide ma, essendo privo di senso dell'orientamento, andrà a finire proprio nel regno di Bern, il più ostile di tutti, durante l'avventura di Eliwood. Se raggiungerà un supporto A con Lyn, le rivelerà che ha ucciso tutti i banditi che trucidarono i suoi compagni. Wallace ha anche avuto rapporti di lavoro con Renaud, un personaggio ottenibile solo nel penultimo capitolo.

### Marcus
- Classe: Paladino

Marcus (マーカス?, Mākasu) è il generale dei cavalieri di Pherae. Sempre fedele ad Eliwood ed altamente qualificato, è stato tutore e figura paterna per Eliwood (da piccolo sempre vicino a lui). Se otterrà un supporto A con Lowen, il suo cavaliere in addestramento, lo promuoverà generale. In Fire Emblem: Fujin no Jutsu, Marcus, invecchiato ma sempre forte e vigoroso, sarà il tutore di Roy, figlio di Eliwood.

### Lowen
- Classe: Fantino

Lowen (ロウエン?, Rōen) è il braccio destro di Marcus è nuova recluta tra i cavalieri di Pherae. Cuoco del gruppo, è sempre prudente che tutti abbiano una dose sufficiente per mantenersi in forma ma allo stesso tempo essere forti in battaglia. Persino il padre è talmente fissato con la cucina da regalare in segno di rispetto un manuale culinario a Lord Elbert. Lowen appartiene ad un piccolo villaggio ridotto in miseria ma che, grazie agli aiuti di Eliwood, è ritornato splendente come un tempo. Essendo una nuova Recluta, Lowen spesso sottovaluta le sue capacità, offendendo se stesso pensando di scherzare. In passato si occupava del padre e del nonno, ma morti entrambi entrò nell'esercito Pheraiano. Lowen è sempre protettivo con chi gli è vicino, e se otterrà un livello di supporto A con Rebecca, arciera proveniente dal suo stesso villaggio, la sposerà.

### Rebecca
- Classe: Arciera

Rebecca (レベッカ?, Rebekka) è la figlia del sindaco ed è amica d'infanzia di Will. Giocosa e sincera con tutti, adora cucinare. Si unisce al gruppo di Eliwood per cercare il fratello Dan: come epilogo della storia diventerà cortigiana e insegnante di tiro con l'arco. Se Rebecca otterrà un livello di Supporto A con Lowen, Will o Sain, si sposerà con uno di loro e avrà un figlio di nome Wolt.

### Bartre
- Classe: Combattente

Bartre (バアトル?, Bātoru) è conosciuto come uno tra i pochi guerrieri a sentire il vero impulso di una battaglia. A dispetto di ciò, è un orso dal cuore d'oro ed è sempre vicino a chi gli è amico, il suo amico-rivale Dorcas soprattutto e sua moglie Natalie. È anche possibile far sì che si sposi con Karla, sua rivale Mirmidone. È un personaggio giocabile in Fūin no Tsurugi e padre del personaggio giocabile Fir, una mirmidone.

### Oswin
- Classe: Cavaliere

Oswin (オズイン?, Ozuin) è un cavaliere veterano di Ositia. Benché a vederlo alla prima occhiata sembri un uomo di mezza età, data la sua enorme serietà, è poco più che trentenne. Lord Uther gli affidò il compito di sorvegliare Hector, a seguito della sua fuga da Ositia. Molto serio e pacato, riesce comunque a mostrare la sua simpatia verso un po' tutti.

### Guy
- Classe: Mirmidone

Guy (ギィ?, Gī) è un membro della tribù Kutolah di Sacae. Conosce Rath di fama, ma non ha mai avuto modo di incontrarlo di persona, essendo Rath andato via da Sacae in giovane età. A differenza della maggior parte dei Kutolah, non è specializzato nell'uso dell'arco ma di quello della spada, sperando di diventare un giorno lo spadaccino più forte di tutta Sacae. Spesso ha rischiato di morire: in passato fu aiutato da Matthew, ora lavora come aguzzino per dei banditi. Cercherà anche di avere una relazione con Priscilla ma, venendo a sapere della sua missione per aiutare gli orfani, in seguito proseguirà la sua strada senza di lei.

### Merlinus
- Classe: Trasportatore (Tenda)

Merlinus (マリナス?, Marinasu) è un personaggio utile per la depositazione degli oggetti, ma necessita di protezione essendo inarmato. Posizionarlo in campo è facoltativo: ad ogni capitolo in cui sopravvive, il suo livello aumenta di 1. Una volta raggiunto il livello 20, si evolverà in un carro merci. Appare per la prima volta nel capitolo 13X. Merlinus è una spalla comica in un gioco serio, come riscontrato leggendo i messaggi di Supporto con Marcus; rivela di essere codardo e di non essere capace di reagire, ma in seguito, se otterrà un Supporto di Livello A con Marcus, viaggerà insieme a lui per il mondo alla vendita di tanti tipi di prodotti e, nel mentre, Merlinus si rivelerà anche più forte e coraggioso.

### Priscilla
- Classe: Trovatrice

Priscilla (プリシラ?, Purishira), adottata dal conte di Caerleon d'Etruria all'età di appena sei anni, si trova in grossi problemi. È sorella minore di Lord Raven ed è a capo della Casata Cornwell. Secondo alcune voci di corridoio, il fratello Lord Raven era stato avvistato e, segretamente, fugge dalla Casata Cornwell assieme ad Erk, il suo mago di fiducia, sperando di poter reincontrare il fratello scomparso. Lord Darin, marchese di Laus, è così ossessionato di poter ricevere amore da Priscilla da farla imprigionare.

### Raven
- Classe: Mercenario

Raven (レイヴァン?, Reivan)è un mercenario dalla personalità molto forte e con grandissimi rancori verso il Casato di Ositia. Era conosciuto come Lord Raymond di Cornwell, casato distrutto dal quelle Ositiano per corruzione. Può essere reclutato da sua sorella Priscilla, che lo convincerà a non immischiarsi negli affari di coloro che vogliono il suo male.
In realtà, Raven si unisce soltanto perché è venuto a sapere che Hector, marchese di Ositia, si trova con Eliwood: tutto ciò gli permetterebbe di vendicarsi. In seguito però perderà la mentalità da vendicatore (se supportato con Priscilla oppure Lucius). Lucius, per l'appunto, è il suo unico e fedele servo quanto amico.

### Canas
- Classe: Sciamano

Canas (カナス?, Kanasu) è un ragazzo alla continua ricerca di sapere. Ha una passione intensa per gli studi, tendendo a leggere i libri direttamente sul campo di battaglia (persino sua presunta nipote Nina gli fa notare l'abitudine). È il padre di Hugh ed il figlio di Niime, personaggi appartenenti a The Binding Blade.
Morirà con sua moglie in futuro, per aver cercato di salvare gli abitanti di un villaggio da una tempesta di neve, salvandoli ma perdendo le proprie vite.

### Dart
- Classe: Pirata

Dart (ダーツ?, Dātsu) è un forzuto pirata ai servizi di Fargus, servito lealmente. È molto scontroso ed anche volgare, ma ha un cuore d'oro, proprio come il fratello di Rebecca, Dan.
Quest'ultimo lasciò il proprio paesello con il suo amico, Wil, per andare alla ricerca di fortune nel mondo. I viaggi non furono piacevoli, e dopo molti di questi, Dan scomparve e fu trovato al porto di Baron, svenuto, da Fargus (i cittadini non lo aiutarono perché, secondo loro, portava scalogna toccare il sangue quel preciso giorno).
Ha avuto a che fare in passato anche con Geitz, guerriero in procinto di aprire una società mercantile.

### Fiora
- Classe: Cavaliere Pegaso

Fiora (フィオーラ?, Fiōra) è la sorella maggiore di Florina e Farina, comandante dei Cavalieri dalle Cinque Ali d'Illia. È una persona che si basa spesso sulla propria intuizione: assunta da Pent per essere accompagnato sull'Isola del Terrore, durante la missione tutte le sue compagne sono state uccise dal Black Fang; combatte dunque per vendicarsi di questo affronto.
Fiora però si danna ancora perché reputa se stessa la causa delle morti delle sue compagna. Eventualmente ottenga un Supporto di Livello A con Kent, Sain o Eliwood, diventerà la futura moglie del prescelto. Se diventerà moglie di Eliwood, sarà lei la madre di Roy, protagonista di The Binding Blade.

### Legault
- Classe: Ladro

Legault (ラガルト?, Ragaruto) è un ladro professionista e membro del Black Fang: molti lo chiamano "Hurricane". Cinico, sempre onesto, sfacciato ma dal buon senso dell'umorismo. Durante la sua permanenza nel Black Fang, il suo compito era uccidere coloro che avrebbero tradito l'organizzazione ma, una volta resosi conto di aver ucciso il suo amico Aesha, decide di abbandonare per sempre l'organizzazione.
Molti dei suoi amici sono membri del Black Fang: Lloyd, Linus, Brendan, Uhai e Jan tra i più importanti.
Jan viene chiamato da Nina "Zio", anche se tra di loro non ci sono parentele di sangue.
Essendo un saltimbanco, spesso a Legault piace prendere in giro i suoi compagni o giocare con i loro sentimenti: è il caso dei Supporti tra Legault ed il cavaliere viverna Heath.
Dopo averlo preso un po' per i fondelli, Legault gli rivelerà, sempre scherzosamente, di essersi innamorato di lui. Legault è anche interessato alla paladina Isadora.

### Ninian
- Classe: Danzatrice

Ninian (ニニアン?, Ninian) è una dolce e gentile danzatrice, sorella maggiore di Nils, un giovane menestrello. Nei loro cuori, entrambi nascondono tremende verità e segreti immondi. I loro movimenti con la danza e le loro canzoni e musiche sono lenitive, e donano ai propri compagni od ai feriti le forze per continuare a combattere più forti di prima. Essendo incapaci di usare qualsiasi arma nella loro vita, sono sempre stati molto fragili e pertanto sempre vittime di cattiverie.
Ninian è un mezzo-drago, nata dal matrimonio tra un drago ed un umano prima della "Scouring", una guerra tra gli umani ed i draghi, per determinare tra quali delle due razze sarebbe stata la dominatrice di Elibe.
Guardando alcuni possibili flashback segreti, da sbloccare tramite condizioni speciali, si può pensare che Nergal, antagonista principale del gioco, sia suo padre.
Durante la Scouring, Ninis, la madre di Ninian, fu rapita e portata via dalla propria famiglia.
Nergal decise di ritrovarla e salvarla, ma con dei bambini appresso sarebbe stato ancora più difficile. Li lasciò al sicuro in una casetta, aspettando il suo ritorno con la madre; eventualmente non sarebbe tornato, avverti' Nils e Ninian di varcare la Porta Dimensionale per ritornare nel loro mondo.
Dopo aver atteso a lungo, Ninian e Nils si riunirono con gli altri draghi sopravvissuti in Elibe, vicino al Portale; tutti ritornarono nella forma originale di draghi, perdendo rispettivamente tutte le memorie umane: solo Ninian, grazie al Bracciale d'Argento regalatole dalla madre, infuso di poteri magici, riuscì a farle mantenere almeno il ricordo della madre. Dopo un lungo e duro viaggio, raggiunsero un mondo dove poter vivere in pace, assieme agli altri draghi.
Entrambi, sia Nils che Ninian, ricordarono comunque Elibe come la propria patria, quella originale e, un giorno, decisero di passare attraverso il portale che, sfortunatamente per loro, Nergal usò come trappola.
In Super Smash Bros. Brawl, Ninian appare come uno stricker.

### Isadora
- Classe: Paladina

Isadora (イサドラ?, Isadora) è una Paladina al servizio di Pherae, servitrice fedele della Regina Eleanora, madre di Eliwood. Ama molto Harken, uno dei Cavalieri di Pherae, scomparso quando accompagno Elbert, il padre di Eliwood, in una missione di vitale importanza.
Dimostra di essergli sempre vicino perché preoccupata costantemente per la sua sorte, finché un giorno si pone addirittura l'idea che sia morto e nessuno glielo riporterà in vita.
Oltre a ciò, Isadora soffre per essere cresciuta in un ambiente di alta nobiltà come Paladina femmina, circondata sempre da compagni maschi.

### Heath
- Classe: Cavaliere Viverna

Heath (ヒース?, Hīsu) è un cavaliere viverna di Bern, molto orgoglioso di sé, con un alto senso della giustizia e dalla morale di ferro.
Decide volontariamente di tradire Bern e di unirsi ad Eliwood, essendo in una squadra che non aveva pietà né per bambini né donne; non poteva sopportare queste barbarie.
In passato Heat servì Vaida come soldato: tutti i suoi compagni, però, sono stati uccisi perché anch'essi disertori di Bern. A causa di queste uccisioni senza scrupoli, Heath ha provato per molto tempo contentezza nel fatto che Vaida abbia cercato di aiutarli.
Heath può anche avere una relazione con Priscilla che tuttavia non avrà buon fine: Priscilla è di sangue reale, lui è un soldato, per di più traditore, e il casato non accetterebbe mai un "rifiuto" simile. La viverna di Heath si chiama Hyperion, citazione dell'Hyperion Sword, la spada che il personaggio Seifer usa in Final Fantasy VIII.

### Tronk
- Classe: Berserker

Tronk (ホークアイ?, Hōkuai), aiutante di Athos, è il guardiano e difensore del deserto segreto di Nabata. È il padre di Igrene, una arciera di  The Binding Blade ed amico intimo di Pent e Louise. Si pensa che Fa, una Mamkute del deserto, sia sotto la sua protezione.
Tronk è anche alle conoscenze delle origini di Ninian e di Nils, ma mantiene tutto sotto segreto senza rivelare niente a nessuno. Durante i suoi supporti con Ninian, accenna di sua figlia Igrene, poco più che una bambina nel periodo in cui si svolge Fire Emblem, di Arcadia e dei draghi.
A differenza degli altri Berserker, Tronk ha uno sprite di battaglia personalizzato.

### Geitz
- Classe: Guerriero

Geitz (ガイツ?, Gaitsu) è il figlio del capo di una banda di una catena di mercati. A differenza della maggior parte dei Warrior della saga Fire Emblem, Geitz si rivela, oltre che forte, anche intelligente e studioso: lo si nota leggendo il modo in cui parla, con un dialetto d'alto bordo; in passato ha avuto a che fare con Dart.
Cresciuto con gli ideali di mercanzia, ma con una carriera da mercenario intrapresa in passato, Geitz è ignaro di quale possa essere il suo obiettivo nella vita: decide di unirsi con Eliwood perché è annoiato.
Per di più, è il fratello maggiore di Geese, personaggio di The Binding Blade.

### Pent
- Classe: Saggio

Pent (パント?, Panto) è stato l'unico studente dell'Arcisaggio Athos e del leggendario Mago-Generale d'Etruria, uno dei tre migliori combattenti passati di tutto il continente.
È il Conte di Reglay ed è il mentore di Erk e, proprio come Canas, passa la maggior parte del tempo dedicandosi allo studio ed alla conoscenza. Lui e sua moglie Louise sono i genitori di Klein e Clarine, due personaggi di The Binding Blade.
Se uno dei due morirà durante la battaglia, andranno via entrambi.

### Louise
- Classe: Tiratore Scelto

Louise (ルイーズ?, Ruīzu) è la bella moglie di Pent e Contessa di Reglay; è anche cugina di terzo grado con la Regina Hellene di Bern, madre di Zephiel. È una bambinona, ma sa anche essere seria e protettiva nei confronti delle persone a cui vuole bene. Prima che divenisse la moglie di Pent, Louise era l'amministratrice di un villaggio; Pent la notò subito per la sua bravura con l'arco, rendendosi conto di avere davanti a sé una ragazza formidabile.
Madre di Klein e Clarine in The Binding Blade, durante il combattimento contro il Black Fang, è già incinta di Klein. Se lei o Pent vengono sconfitti in combattimento, entrambi andranno via.

### Karel
- Classe: Mastro Spada

Karel (カレル?, Kareru) è un sanguinario Sacaeno che mostra di essere fuori di testa. Il suo unico scopo nella vita è trovare sfidanti sempre più forti per la sua spada e, se sconfitti, li ucciderà senza il minimo rimorso.
Tra le sue vittime ci sono un Mago di Bern capace di congelare il sangue nelle vene degli avversari, un guerriero tre volte la grandezza di un uomo normale e l'eliminazione di molti dei soldati di Bern in solitudine; a causa della sua infamia, è conosciuto in Elibe come "il Demone di Spade".
È il fratello maggiore di Karla e, se entra in supporto con Guy, può insegnargli a migliorare l'arte della spada, e facendo capire che non ha intenzione cattive contro Eliwood e soci. In seguito riuscirà a rimanere in pace (può avvenire con la morte di Karla e con il suo supporto con Guy, oppure solo tramite supporto "A" con Lucius).
Karel appare anche in Fujiin no Jutsu. Una volta concluso Fire Emblem 7 ed iniziato Fire Emblem 6, si viene a sapere che la sua reputazione è cambiata in meglio, facendolo conoscere ora come "Il Santo di Spade". È amico di Bartre e zio di Fir.

### Harken
- Classe: Eroe

Harken (ハーケン?, Hāken) è un ufficiale al servizio del casato di Pherae. Rimane l'unico sopravvissuto tra i suoi commilitoni a seguito della missione, fallita, con Lord Elbert. Dopo tutte queste uccisioni, decide di vendicarsi del Black Fang, infiltrandosi tra di loro ed uccidendoli a tradimento.
Avendo assistito alla trucidazione dei suoi commilitoni, perde le speranze ed impazzisce perché incapace di aver aiutato i propri compagni e, oltre a ciò, manca la promessa mantenuta ad Isadora, ovvero quella di portersi rivedere un giorno.
Soffre di tendenze suicide a causa di tutti i guai che, spesso, ruotano intorno a lui e del suo amore per Isadora.
Comunque, l'istruttore di Harken, il paladino Marcus, grazie alla forza delle parole lo aiuterà a ricordarsi che, come uomo e non come soldato, il suo dovere è quello di essere sempre disposto ad aiutare e a darsi da fare per il bene di tutti.
Se otterrà un supporto A con Isadora, manterrà la promessa e si sposeranno; se otterrà una "A" con Vaida, entrambi inizieranno a provare sentimenti verso un qualcuno che non hanno mai avuto modo di voler bene.

### Farina
- Classe: Cavaliere Pegaso

Farina (ファリナ?, Farina) è la sorella maggiore di Florina e sorella minore di Fiora ed appartiene al terzo squadrone dei Cavalievi Pegaso di Illia. All'inizio mostra, apparentemente, di essere sfacciata e pensare solo al denaro, ma mostrerà anche che sa essere leale e protettiva verso gli amici: inoltre, è onesta e cercherà in qualche modo di rimediare al debito pattuito con una delle sue sorelle, dovuto alla sua mania per i soldi.
Farina non è comunque una tirchia: dà del denaro a Dorcas per la moglie ammalata senza chiedergli niente in cambio (anche se Dorcas le promette di ripagarla in un modo o nell'altro). Il nome del suo Pegaso è Murphy,
Per di più, se Farina otterrà un livello di supporto "A" con Hector, si sposerà con lui e partorirà Lilina, seconda protagonista di The Binding Blade.

### Nina
- Classe: Maga

Nina (ニノ?, Nino) è una maghetta di 14 anni molto precoce nelle arti magiche: ha fatto dei fratelli Reed e di Brendan la sua famiglia. È la madre dei gemelli Raigh e Lugh di The Binding Blade.
Pensa di essere la figlia di Sonia, reputando quindi Brendan come suo patrigno e Lloyd e Linus come fratellastri; la realtà però è ben differente, perché Nina è la figlia di una coppia di maghi uccisi da Sonia e Nergal per venire a saper di più sui segreti dei draghi che i due erano a conoscenza.
Nergal, notando quanto Nina fosse potenzialmente molto più forte di molti dei suoi allievi, chiese a Sonia di risparmiarla e di prenderla come figlia; benché abbia accettato, Sonia ha sempre trattato Nina spietatamente e con molta crudeltà, benché la maghetta sia ancora alla ricerca dell'amore di sua madre.

### Jaffar
- Classe: Assassino

Chiamato anche "Angelo della Morte", Jaffar era un orfano trovato da Nergal quando era soltanto un neonato: particolare interessante fu il fatto che fu trovato appoggiato sopra una montagna di cadaveri.
Nergal fece di Jaffar una macchina assassina, allenandolo alla ricerca della perfezione con le spade e al farlo diventare un membro dei Four Fangs. Un giorno Sonia gli affibbiò una missione ma, una volta tornato, Jaffar per la prima volta era ferito ed insanguinato.
Il carattere di Jaffar iniziò a cambiare quando notò che Nina, la figlia adottiva di Sonia, si prese cura delle sue ferite solo per volerlo aiutare e cercare di essere sua amica, e non perché venisse usato come un mero "coltello" assassino.
Dopo che Sonia gli ha ordinato di uccidere Nina, Jaffar tradisce il Black Fang ed è possibile far sì che si unisca al gruppo di Eliwood assieme a Nina, ora sua unica amica e sua protetta. Se entrambi si supportano, Jaffar rivelerà a Nina il suo amore, ed avranno in futuro Lugh e Raigh.
Se Jaffar si supporterà con Matthew, verremo a sapere che quest'ultimo è ancora desideroso di vendetta nei suoi confronti, perché uccise in modo cruento e senza pietà Leila, una spia di Ositia di cui Matthew era innamorato; in seguito, Matthew comprenderà (ma non perdonerà) Jaffar per il gesto.
Jaffar è il primo personaggio usabile in Fire Emblem ad avere la classe "Assassino", che gli permette di eliminare in un colpo tutti i nemici anche se il danno inferto sarà 0. Questo a patto che abbia una percentuale di critical rate, effettui un critical e abbia la Lethality attiva.

### Vaida
- Classe: Lord Viverna

Vaida (ヴァイダ?, Vaida) è una spietata generalessa di Bern, che però decide di unirsi ad Eliwood e soci dopo un attacco a sorpresa di Bern fallito miseramente. Ha aiutato in passato Heath a fuggire da Bern, sporcandosi la reputazione, e si è anche separata dal Black Fang.
È possibile combatterla come Boss in uno degli ultimi capitoli, benché sia davvero un'impresa ucciderla, avendo quasi tutte le statistiche al massimo, dovute alla magia di Sonia. In termini di programmazione, le Boost sono dovute alla "Uber Spear", un oggetto con stessa descrizioni e stessa icona dell'arma "Asta", però con dei potenziamenti notevoli delle statistiche.
Ucciderla comporterà il non poterla usare in futuro, invece lasciandola in vita tornerà indietro e Sonia la caccerà via, rendendola reclutabile in un capitolo ancora più futuro (senza Uber Spear).
Completamente fedele al principe Zephiel, reputato come "la speranza del popolo di Bern", Vaida si vanta molto delle sue abilità e ne usufruirà completamente per aiutare il suo principe e la terra che tanto ama.
La viverna di Vaida si chiama Umbriel.

### Karla
- Classe: Maestra di Spade

Karla (カアラ?, Kāra) è la sorella ingenua e frescona di Karel, chiamata "Principessa di Spade". È sempre alla ricerca del fratello combattendo nelle arene, perché certa che abbia ucciso i loro genitori; anche se verrà a sapere la verità, cercherà di ucciderlo.
In seguito si sposerà con Bartre e partorirà Fir, personaggio usabile in "Fujiin no Jutsu": Karla morirà di malattia alcuni anni prima che inizi il gioco.

### Renaud
- Class: Arcivescovo

Renaud (レナート?, Renāto) è un Arcivescovo alla ricerca della redenzione dei suoi peccati in passato commessi sull'Isola del Terrore. Gli è molto difficile ricordare del suo passato, ed il giocatore per sapere qualcosa su di lui dovrà sacrificare alcuni personaggi ed i loro supports per comprendere chi sia e da dove derivi Renaud.
Renaud era un membro dell'esercito di Caelin (ha persino aiutato Wallace quando era una milizia), ma in seguito, dopo aver perso il suo migliore amico in battaglia, divenne un mercenario spietato e sanguinario (una delle sue vittime fu il padre di Lucius, ucciso proprio dinanzi agli occhi di Lucius e di sua madre). In seguito, si è unito a Nergal ed è diventato suo assistente nella creazione dei Morph, sperando che Nergal facesse rivivere il suo amico: improvvisamente si rese conto che stava prendendo una brutta strada, e decise di unirsi alla Chiesa di St. Elimine, diventando uno dei vescovi più potenti ed importanti.
A causa degli esperimenti effettuati con Nergal, si considera "meno che un umano". Inoltre, Canas sarà l'unico a sapere che Renaud ha più di 400 anni.